# New Haven Line
| | |                                                               |                                                               |
| Streckenlänge: | 119 km |                                                               |                                                               |
| Spurweite: | 1435 mm (Normalspur) |                                                               |                                                               |
| Stromsystem: | Gleichstromsystem: ab 1993: Woodlawn–New Haven Bahnstromsystem: von unten bestrichene dritte Schiene 700 V =                                                            |                                                               |                                                               |
| Stromsystem: | Wechselstromsystem: bis 1993: Woodlawn–New Haven ab 1993 Pelham–New Haven Bahnstromsystem: bis in die 1980er Jahre: 11 kV 25 Hz ~ ab den 1980er Jahren: 12,5 kV 60 Hz ~ |                                                               |                                                               |
| | |                                                               |                                                               |
| \| \| \| Shore Line East/Northeast Corridor/New Haven–Springfield Line \| \| \| \| \| New Haven – State Street \| \| \| \| \| New Haven – Union Station \| \| \| \| \| West Haven \| \| \| \| \| Orange \| (vorgeschlagen) \| \| \| \| Woodmont \| \| \| \| \| Milford \| \| \| \| \| Zweigstrecke von Waterbury \| \| \| \| \| Klappbrücke Housatonic River \| \| \| \| \| Stratford \| \| \| \| \| Klappbrücke Pequonnock River \| \| \| \| \| Bridgeport \| \| \| \| \| Fairfield \| \| \| \| \| Fairfield Metro \| \| \| \| \| Southport \| \| \| \| \| Green’s Farms \| \| \| \| \| Klappbrücke Saugatuck River \| \| \| \| \| Westport \| \| \| \| \| East Norwalk \| \| \| \| \| Drehbrücke Norwalk River \| \| \| \| \| Zweigstrecke von Danbury \| \| \| \| \| South Norwalk \| \| \| \| \| Rowayton \| \| \| \| \| Darien (Connecticut) Darien \| \| \| \| \| Noroton Heights \| \| \| \| \| Zweigstrecke von New Canaan \| \| \| \| \| Stamford \| \| \| \| \| Old Greenwich \| \| \| \| \| Riverside \| \| \| \| \| Klappbrücke Mianus River \| \| \| \| \| Cos Cob \| \| \| \| \| Greenwich \| \| \| \| \| Grenze Connecticut / New York \| \| \| \| \| Port Chester \| \| \| \| \| Rye \| \| \| \| \| Harrison \| \| \| \| \| Mamaroneck \| \| \| \| \| Larchmont \| \| \| \| \| New Rochelle \| \| \| \| \| Northeast Corridor \| \| \| \| \| Pelham (New York, Town) Pelham \| \| \| \| \| ↑ 12.500 V 60 Hz Wechselstrom \| \| \| \| \| Systemwechselstelle \| \| \| \| \| ↓ 700 V Gleichstrom \| \| \| \| \| Mt. Vernon East \| \| \| \| \| Harlem Line \| \| \| \| \| \| \| \| \| \| Park Avenue-Tunnel zum Grand Central Terminal \| \| | |                                                               |                                                               |
| Strecke | | Shore Line East/Northeast Corridor/New Haven–Springfield Line | Shore Line East/Northeast Corridor/New Haven–Springfield Line |
| Bahnhof | | New Haven – State Street                                      | New Haven – State Street                                      |
| Bahnhof | | New Haven – Union Station                                     | New Haven – Union Station                                     |
| Haltepunkt / Haltestelle | | West Haven                                                    | West Haven                                                    |
| ehemaliger Haltepunkt / Haltestelle | | Orange                                                        | (vorgeschlagen)                                               |
| ehemaliger Haltepunkt / Haltestelle | | Woodmont                                                      | Woodmont                                                      |
| Haltepunkt / Haltestelle | | Milford                                                       | Milford                                                       |
| Abzweig geradeaus und von rechts | | Zweigstrecke von Waterbury                                    | Zweigstrecke von Waterbury                                    |
| Brücke über Wasserlauf | | Klappbrücke Housatonic River                                  | Klappbrücke Housatonic River                                  |
| Haltepunkt / Haltestelle | | Stratford                                                     | Stratford                                                     |
| Brücke über Wasserlauf | | Klappbrücke Pequonnock River                                  | Klappbrücke Pequonnock River                                  |
| Bahnhof | | Bridgeport                                                    | Bridgeport                                                    |
| Haltepunkt / Haltestelle | | Fairfield                                                     | Fairfield                                                     |
| Haltepunkt / Haltestelle | | Fairfield Metro                                               | Fairfield Metro                                               |
| Haltepunkt / Haltestelle | | Southport                                                     | Southport                                                     |
| Haltepunkt / Haltestelle | | Green’s Farms                                                 | Green’s Farms                                                 |
| Brücke über Wasserlauf | | Klappbrücke Saugatuck River                                   | Klappbrücke Saugatuck River                                   |
| Haltepunkt / Haltestelle | | Westport                                                      | Westport                                                      |
| Haltepunkt / Haltestelle | | East Norwalk                                                  | East Norwalk                                                  |
| Brücke über Wasserlauf | | Drehbrücke Norwalk River                                      | Drehbrücke Norwalk River                                      |
| Abzweig geradeaus und von rechts | | Zweigstrecke von Danbury                                      | Zweigstrecke von Danbury                                      |
| Bahnhof | | South Norwalk                                                 | South Norwalk                                                 |
| Haltepunkt / Haltestelle | | Rowayton                                                      | Rowayton                                                      |
| Haltepunkt / Haltestelle | | Darien (Connecticut) Darien                                   | Darien (Connecticut) Darien                                   |
| Haltepunkt / Haltestelle | | Noroton Heights                                               | Noroton Heights                                               |
| Abzweig geradeaus und von rechts | | Zweigstrecke von New Canaan                                   | Zweigstrecke von New Canaan                                   |
| Bahnhof | | Stamford                                                      | Stamford                                                      |
| Haltepunkt / Haltestelle | | Old Greenwich                                                 | Old Greenwich                                                 |
| Haltepunkt / Haltestelle | | Riverside                                                     | Riverside                                                     |
| Brücke über Wasserlauf | | Klappbrücke Mianus River                                      | Klappbrücke Mianus River                                      |
| Haltepunkt / Haltestelle | | Cos Cob                                                       | Cos Cob                                                       |
| Haltepunkt / Haltestelle | | Greenwich                                                     | Greenwich                                                     |
| Grenze | | Grenze Connecticut / New York                                 | Grenze Connecticut / New York                                 |
| Haltepunkt / Haltestelle | | Port Chester                                                  | Port Chester                                                  |
| Haltepunkt / Haltestelle | | Rye                                                           | Rye                                                           |
| Haltepunkt / Haltestelle | | Harrison                                                      | Harrison                                                      |
| Haltepunkt / Haltestelle | | Mamaroneck                                                    | Mamaroneck                                                    |
| Haltepunkt / Haltestelle | | Larchmont                                                     | Larchmont                                                     |
| Bahnhof | | New Rochelle                                                  | New Rochelle                                                  |
| Abzweig geradeaus und nach links | | Northeast Corridor                                            | Northeast Corridor                                            |
| Haltepunkt / Haltestelle | | Pelham (New York, Town) Pelham                                | Pelham (New York, Town) Pelham                                |
| Strecke | | ↑ 12.500 V 60 Hz Wechselstrom                                 | ↑ 12.500 V 60 Hz Wechselstrom                                 |
| Grenze | | Systemwechselstelle                                           | Systemwechselstelle                                           |
| Strecke | | ↓ 700 V Gleichstrom                                           | ↓ 700 V Gleichstrom                                           |
| Haltepunkt / Haltestelle | | Mt. Vernon East                                               | Mt. Vernon East                                               |
| Abzweig geradeaus und von rechts | | Harlem Line                                                   | Harlem Line                                                   |
| Abzweig geradeaus und von links | |                                                               |                                                               |
| Tunnelanfang | | Park Avenue-Tunnel zum Grand Central Terminal                 | Park Avenue-Tunnel zum Grand Central Terminal                 |

Die New Haven Line ist eine Eisenbahnstrecke im Norden von New York City, die von New Haven, Connecticut nach Mount Vernon, New York verläuft. Die Strecke gehörte der ehemaligen New Haven Railroad (NH) und wird heute von der Metro-North Railroad betrieben. Sie ist viergleisig ausgebaut und Teil der Fernverkehrsverbindung Boston–Washington, D.C., die als Northeast Corridor (NEC) bezeichnet wird. Mit täglich 125.000 beförderten Passagieren ist die New Haven Line die meistbefahrene Eisenbahnstrecke der USA.

## Geschichte

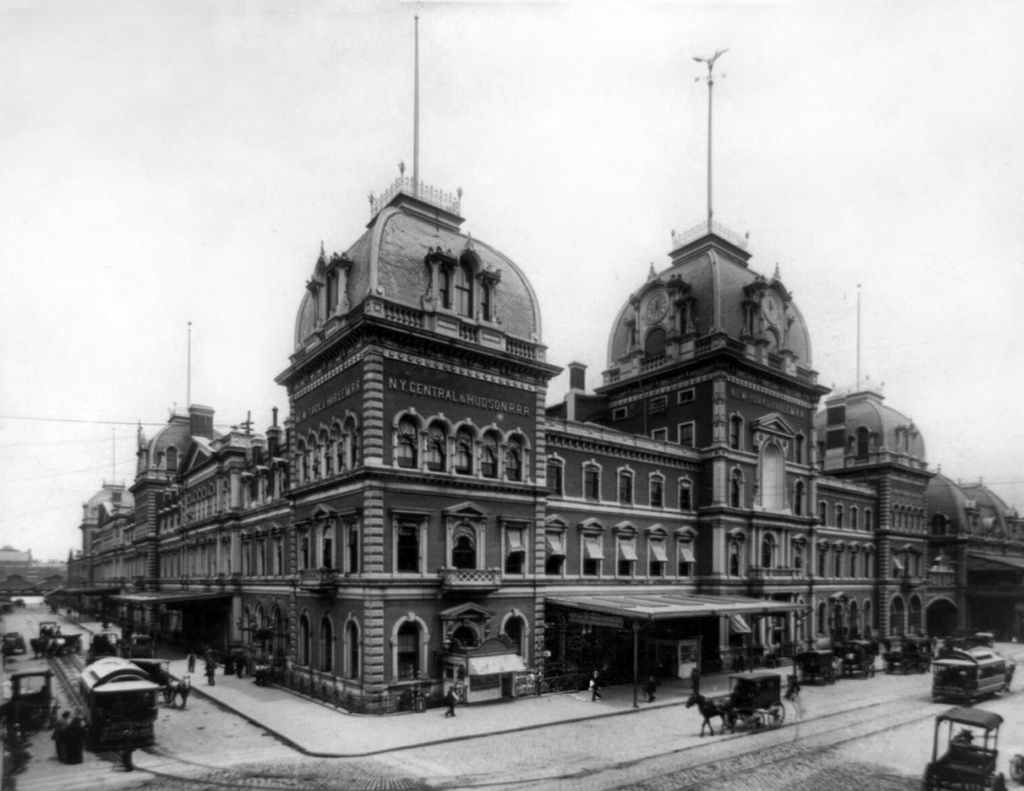
Grand Central Depot, ein Vorläufer des heutigen Grand Central Terminals

Die New Haven Line wurde von der New York and New Haven Railroad (NY&NH) als Teil der Strecke von New York nach Boston gebaut. Die Eröffnung der eingleisigen Strecke fand am 29. Dezember 1848 statt, wobei die Züge südlich von Williams Bridge die Gleise der bestehenden Hudson Line benutzten, um das Grand Central Depot in Manhattan zu erreichen. Zwischen 1850 und 1853 wurde die Strecke durchgehend zweigleisig ausgebaut. Im Jahr 1872 fusionierte die NY&NH mit der Hartford and New Haven Railroad (H&NH) zur New York, New Haven and Hartford Railroad (NYNH&HR, auch New Haven genannt). 1899 wurde das Grand Central Depot durch die Grand Central Station abgelöst, der kurze Zeit danach das heutige Grand Central Terminal folgte. Um 1900 wurde die Strecke auf vier Gleise ausgebaut, wobei zugleich alle Niveauübergänge beseitigt wurden. Weiter wurden die Klappbrücken über den Mianus River und Saugatuck River neu gebaut.

### Elektrifizierung

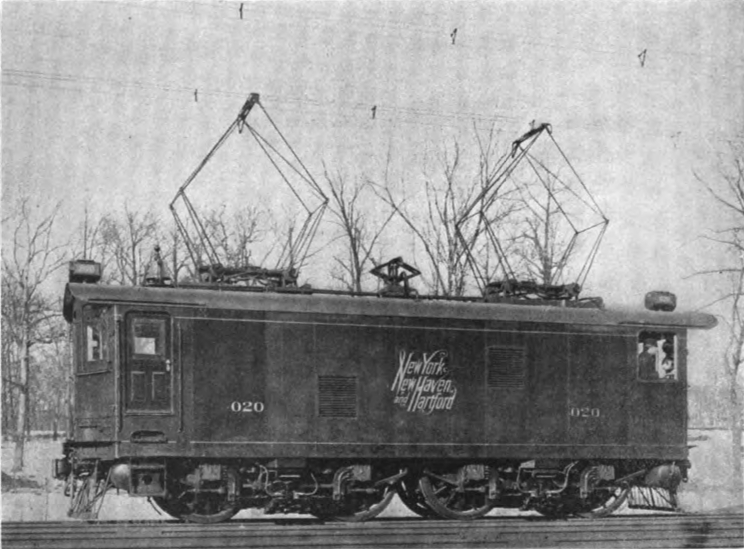
Elektrische Lokomotive Typ EP-1 der New York, New Haven & Hartford Railroad um 1907; der mittig angeordnete Stromabnehmer wurde für den Gleichstrombetrieb benutzt

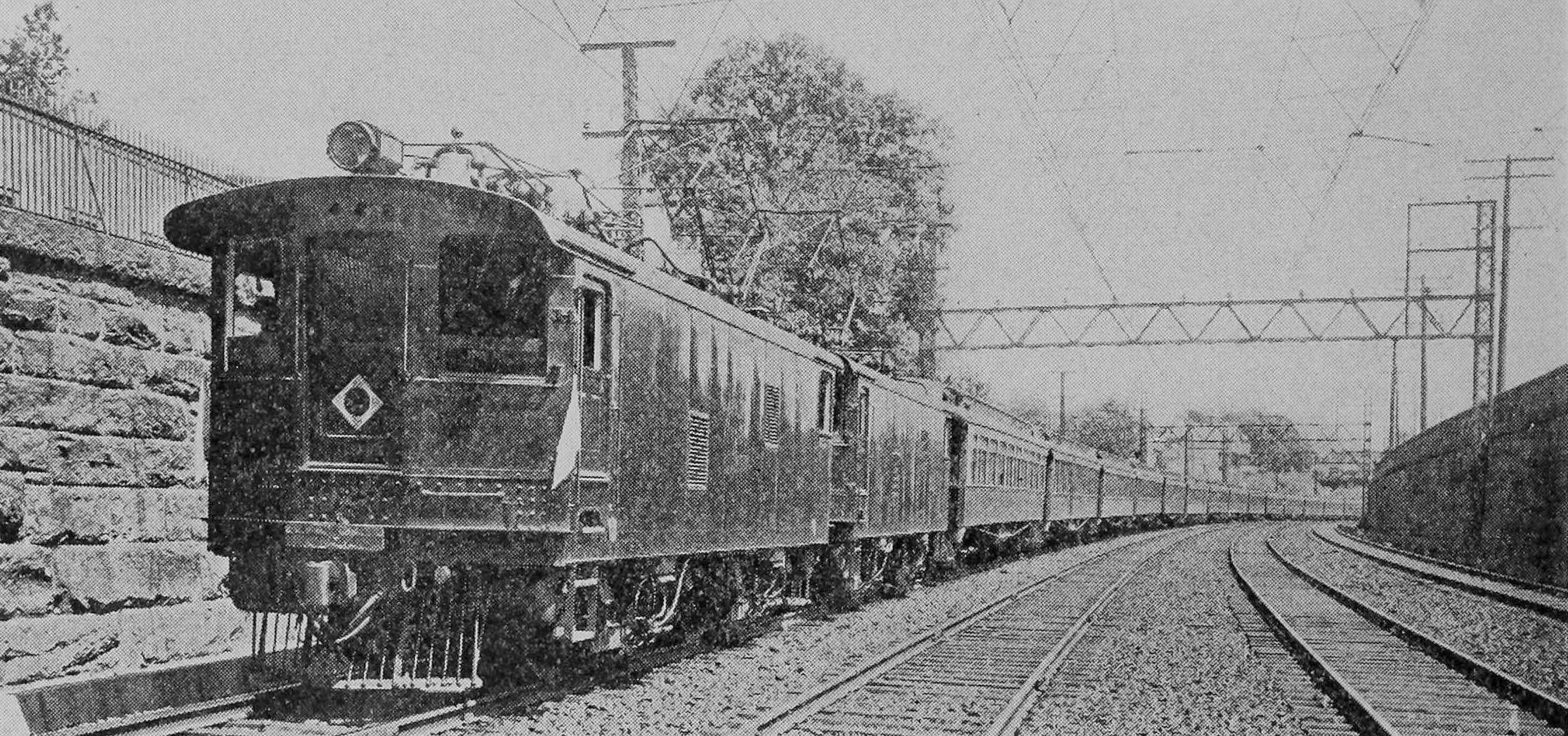
Reisezug mit einer Doppeltraktion EP-1-Lokomotiven

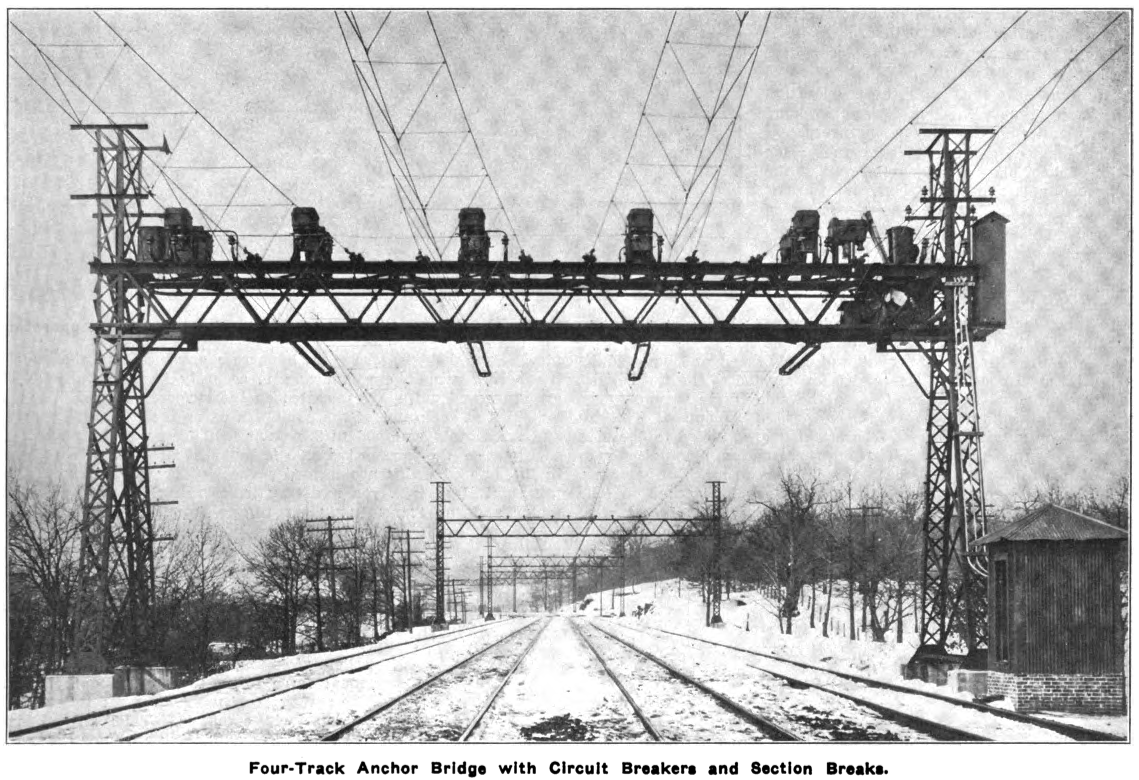
Oberleitungsportal der ursprünglichen Kettenfahrleitung mit dreieckigem Querschnitt

Detail der dreieckigen Kettenfahrleitung

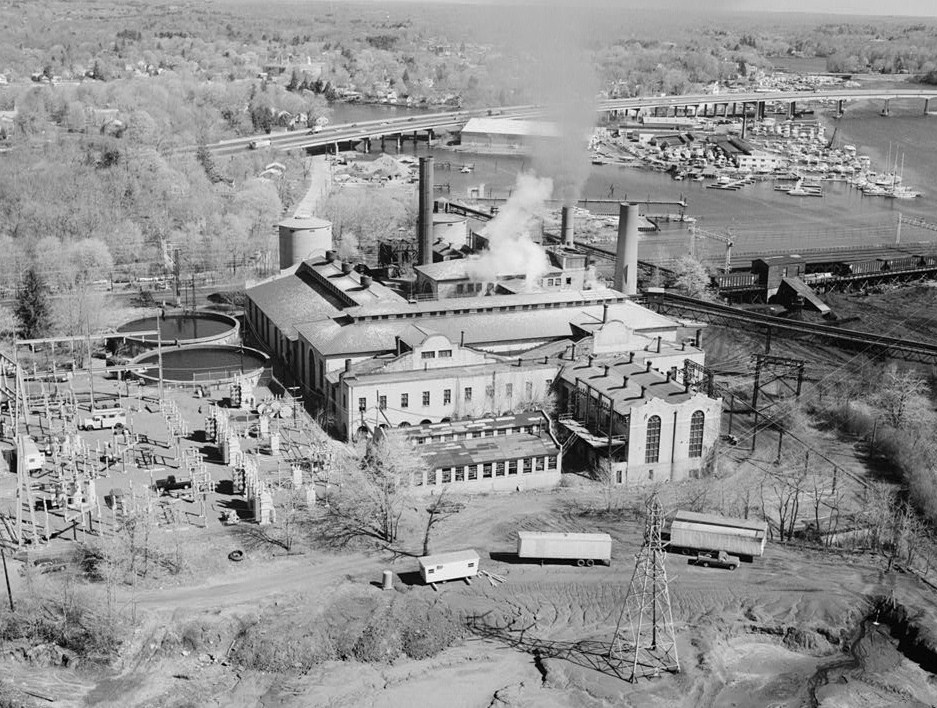
2001 abgebrochenes Kraftwerk in Cos Cob (Bild aus dem Jahr 1977)

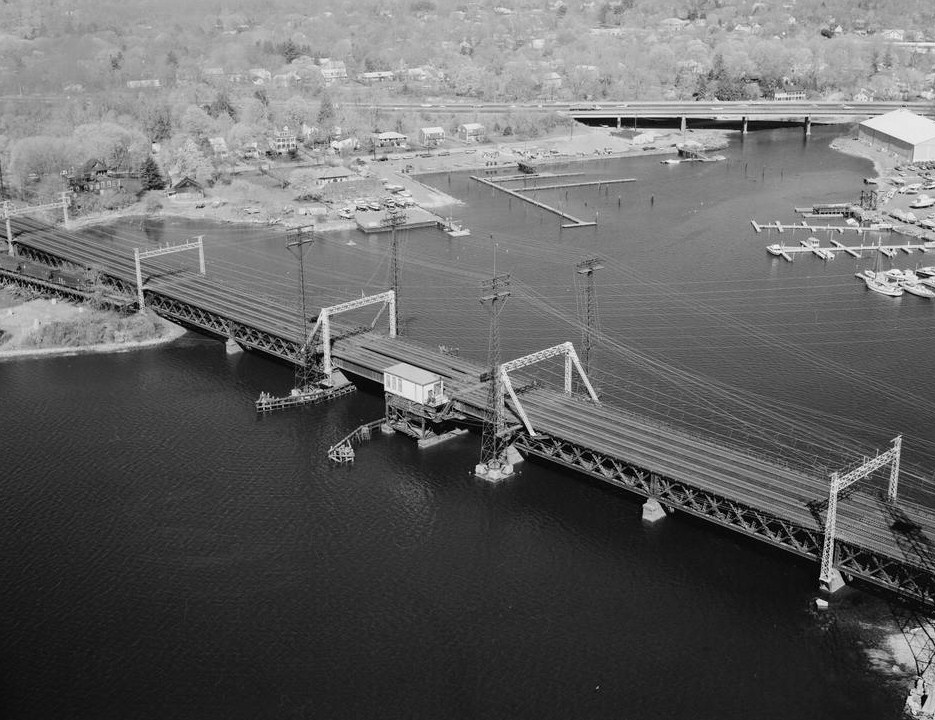
Rollklappbrücke über den Mianus River

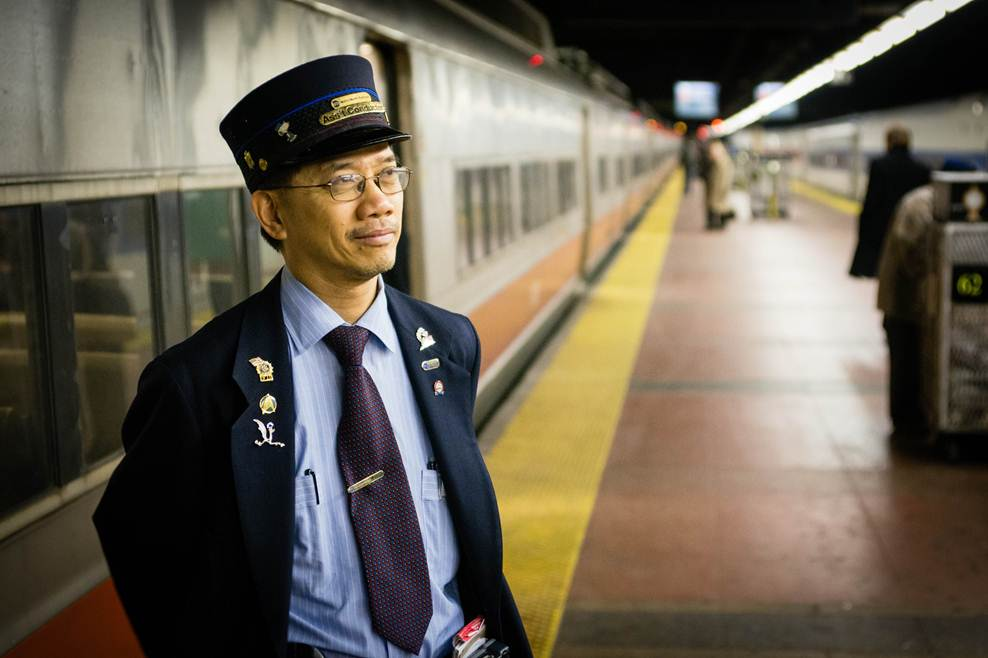
Ein Metro-North Conductor wartet im Grand Central Terminal auf die Abfahrt seines Zuges nach New Haven

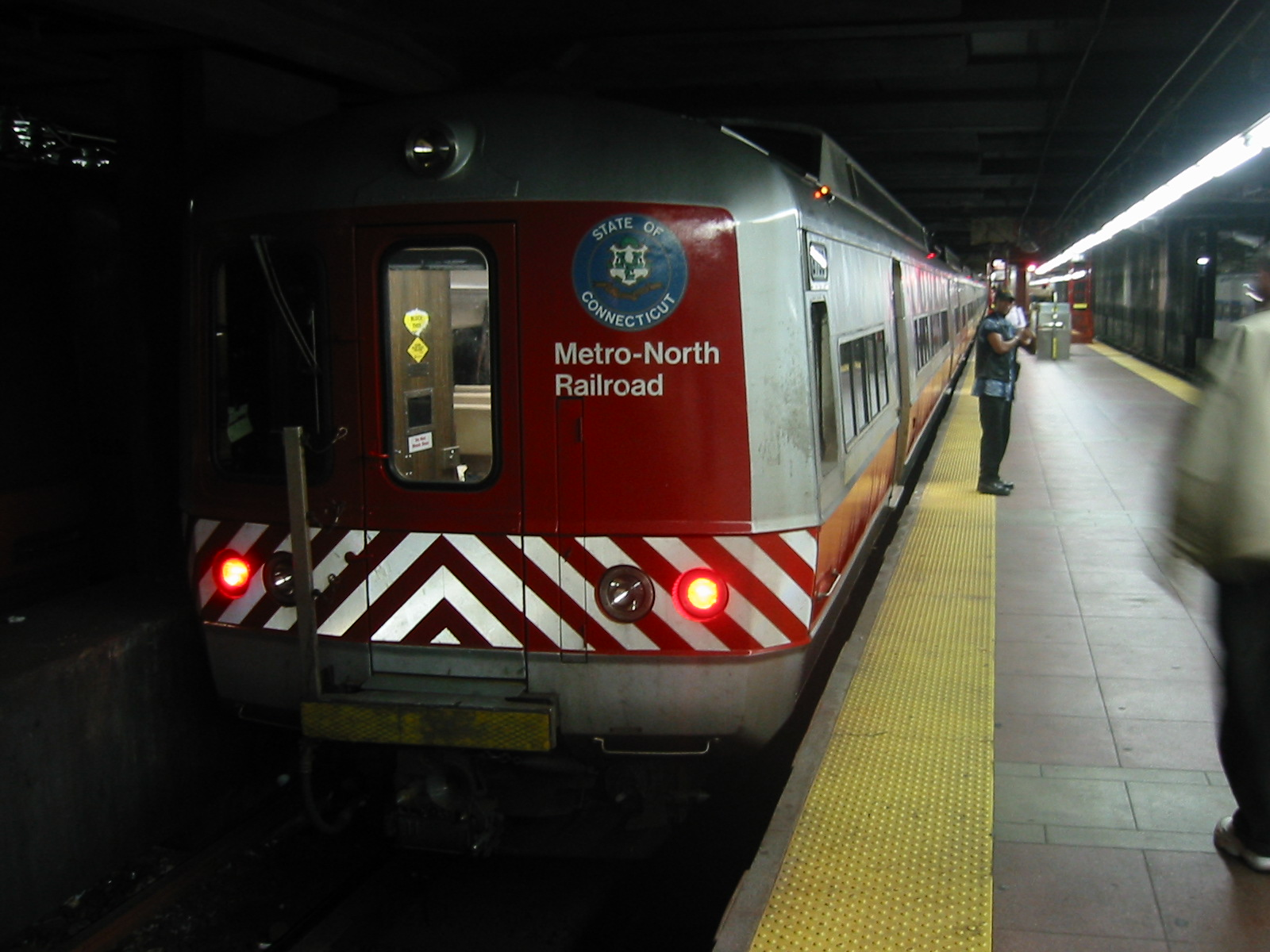
Regionalzug der New Haven Line im Grand Central Terminal im Jahr 2005

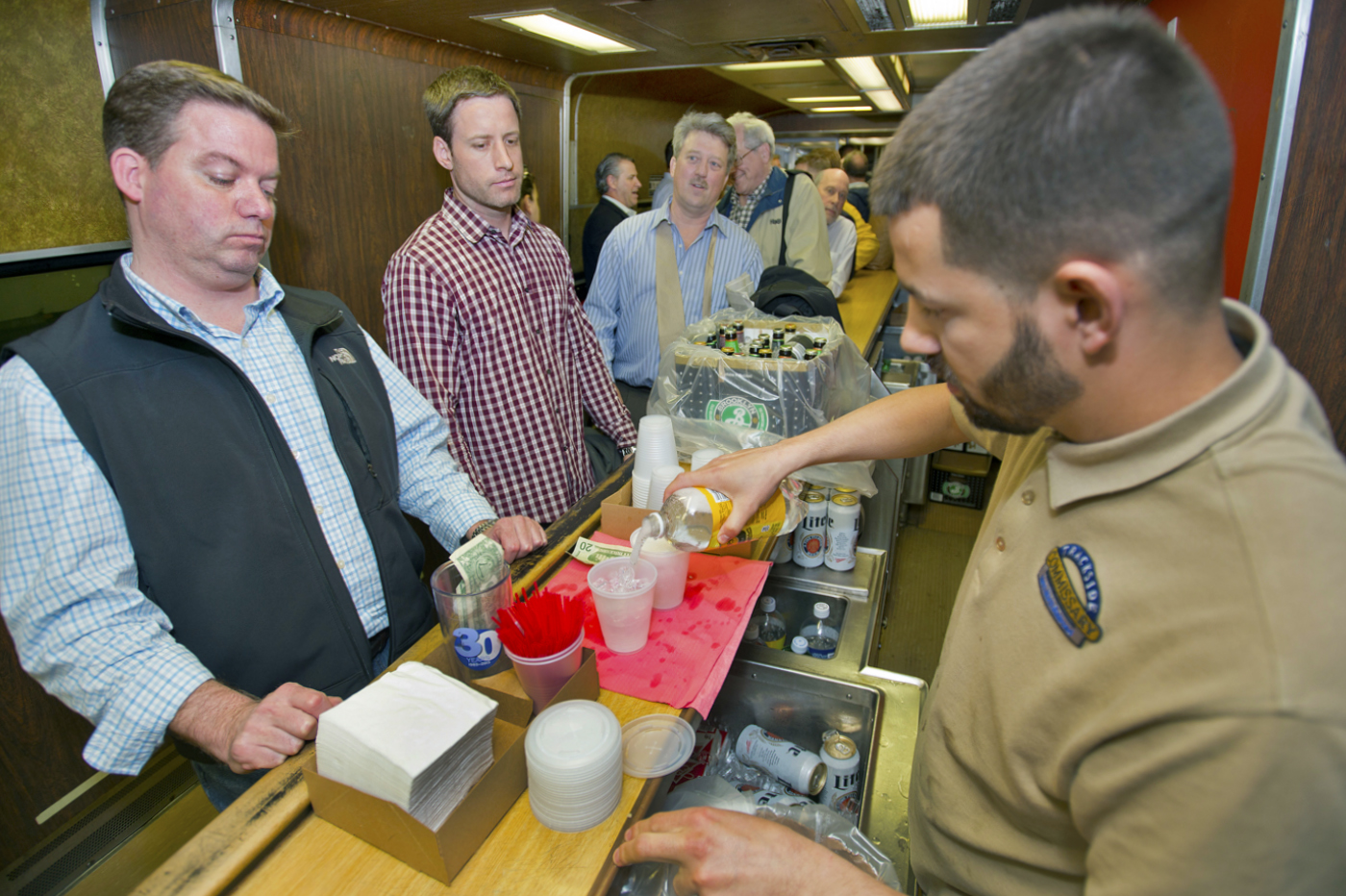
Bis 2014 führten einige Regionalzüge der New Haven Line einen Barwagen

Um die Leistungsfähigkeit der Strecke weiter zu steigern wurde beschlossen, sie auf elektrischen Betrieb umzustellen. Dabei wurde erstmals ein Bahnstromsystem mit hochgespanntem Einphasenwechselstrom gewählt. Die Zuführung der Energie erfolgte über eine Oberleitung mit 11 kV Wechselstrom und einer Frequenz von 25 Hz. Wegen der Pionierleistung wurde die New Haven Line von der ASME in den 1980er Jahren zum National Historic Engineering Landmark erklärt.

#### System
Die gewählte Fahrleitungsspannung war die höchste von einem Wechselstromgenerator in der damaligen Technologie zu erzeugende. Im Gegensatz zu späteren Elektrifizierungen in Europa wurde die relativ hohe Frequenz von 25 Hz gewählt, weil bereits andere Anlagen mit dieser Frequenz betrieben wurden.
Die elektrische Ausrüstung wurde von Westinghouse geliefert, die Lokomotiven zusammen mit Baldwin gebaut. Die Oberleitung hatte bis zum Umbau einen heute nicht mehr üblichen dreieckigen Aufbau mit zwei gegeneinander abgestützten Tragseilen, an denen der Fahrdraht aufgehängt war. Für die Abstützung und die Hänger wurde 3/8″-Gasrohr benutzt. Die Fahrleitungsportale waren im Abstand von 91 m (300 ft) aufgestellt und der Fahrdraht verlief im Zickzack mit einem Ausschlag von 220 mm (8,5″) von der Mittellinie. Fahrdraht und Tragseil waren bei diesem System ohne Nachspannung fest verankert, was dazu führte, dass es bei kaltem Wetter zu Fahrdraht- und Tragseilbrüchen kam und bei warmem Wetter die Fahrleitung zum Teil so durchhing, dass die Stromabnehmer sich im Kettwerk verhedderten. Die Bauart der Fahrleitung wurde später als FT-System bezeichnet, wobei FT für Fix Termination steht.
Die Energieversorgung der Strecke erfolgte vom damals noch mit Kohlefeuerung betriebenen Kraftwerk in Cos Cob nahe der Staatsgrenze zu New York.

#### Betriebsaufnahme
Zwischen 1905 und 1907 wurde der Abschnitt zwischen Woodlawn und Stamford elektrifiziert und 1914 die restliche Strecke bis New Haven.
Die Züge erreichten das Grand Central Terminal über die mit Stromschienen versehene Strecke der New York Central (NYC). Die Lokomotiven waren deshalb zusätzlich zu den Stromabnehmern für den Oberleitungsbetrieb auch mit Schleifschuhen für die Stromabnahme von der dritten Schiene ausgerüstet. Zusätzlich war auf dem Dach ein kleiner Stromabnehmer aufgebaut, der bei größeren Weichenkombinationen zum Einsatz kam, wo die Stromschiene nicht seitlich des Gleises, sondern mittig über dem Gleis angeordnet war.
Anfangs bereitete der elektrische Betrieb große Probleme. Neben einer fehlenden Blindleistungskompensation bereiteten vor allem das Oberleitungssystem und die Stromabnehmer Probleme. Es kam deshalb oft vor, dass die Lokomotiven der New Haven nicht zur Verfügung standen, sodass die Züge von Lokomotiven der NYC vom Grand Central Terminal bis nach Woodlawn gezogen werden mussten, wo sie von Dampflokomotiven der New Haven übernommen wurden. Zu Beginn sah die Situation so düster aus, dass die New Haven drohte, Westinghouse wegen der mangelhaften Ausführung der Elektrifizierung zu verklagen. Die technischen Probleme lösten sich aber rechtzeitig, bevor es zu einem Streit vor dem Gericht kam.
1914 wurde die Stromversorgung durch Einführung eines symmetrischen 2AC-22/11-kV-Autotransformatorsystem verbessert.

#### Ausbau ab den 1980er Jahren
Zwischen 1981 und 1986 wurde die Frequenz des Bahnstroms auf 60 Hz umgestellt und die Spannung auf 12,5 kV erhöht. Damit konnte auf die Bahnstromerzeugung im Kraftwerk Cos Cob verzichtet und die altersschwache Anlage stillgelegt werden. Der Strom für die Fahrleitung wird fortan direkt aus dem Landesnetz bezogen.
Ab den frühen 1990er Jahren begann der Umbau des oben beschriebenen FT-Systems in ein heute übliches System mit abgespanntem Tragseil und Fahrdraht, das als AT-System für Auto-Tension bezeichnet wird. Neben dem Ersatz der einhundert Jahre alten Fahrleitungsportale und der Reparatur ihrer teilweise zersetzten Betonfundamente wird die Gelegenheit genutzt, Brücken zu sanieren, solange das Gleis für den Fahrleitungsbau außer Betrieb ist. Bei einigen Bahnhöfen mussten provisorische Bahnsteigkanten errichtet werden, damit während der Streckensanierung der Fahrgastwechsel an den ansonsten bahnsteiglosen mittleren Gleisen der viergleisigen Strecke möglich war. Die Arbeiten auf dem im Bundesstaat New York liegenden Streckenteil konnten 1993 abgeschlossen werden. Bei diesem Umbau wurde das südliche Ende der Oberleitung von Woodlawn nach Pelham verlegt und die dritte Schiene bis nach Pelham verlängert.
Der Ersatz der Fahrleitung in Connecticut begann 2002. Der erste fertiggestellte Abschnitt war Greenwich–Stamford im Mai 2005. Danach wurde ein Abschnitt zwischen Stratford und New Haven ersetzt, wo die Arbeiten 2008 beendet waren. Der Rest der Fahrleitung zwischen Stamford und Stratford wurde bis 2014 ersetzt. Die Kosten des ganzen Projektes zum Umbau der Oberleitung in Connecticut beliefen sich auf 300 Millionen US-Dollar.
Am 17. Mai 2013 entgleiste in der Nähe der Haltestelle Fairfield ein Metro-North-Zug und kollidierte mit einem entgegenkommenden Zug. Der Unfall forderte 76 Verletzte. Die Ursache war eine gebrochene Schienenlasche. Im September desselben Jahres versagte in Mount Vernon ein 138-kV-Kabel der Bahnstromversorgung durch Consolidated Edison. Weil das zweite Kabel wegen Reparatur- und Ausbauarbeiten ebenfalls außer Betrieb war, entstand eine Streckenunterbrechung, die mehr als zwei Wochen dauerte.
Die alternde Infrastruktur der Strecke führt immer wieder zu Betriebsstörungen, die die Sicherheit der Reisenden gefährden oder zumindest die Züge verspäten lassen. Mehrmals pro Woche verklemmt sich eine der vier Klappbrücken in offener Stellung, denn sie sind schon lange am Ende ihrer Lebensdauer angekommen und sollten ersetzt werden. Eine Studie von 2014 kam zu dem Schluss, dass für die Sanierungsarbeiten an der Strecke 3,6 Milliarden US-Dollar nötig sind.

## Betrieb

### Regionalverkehr

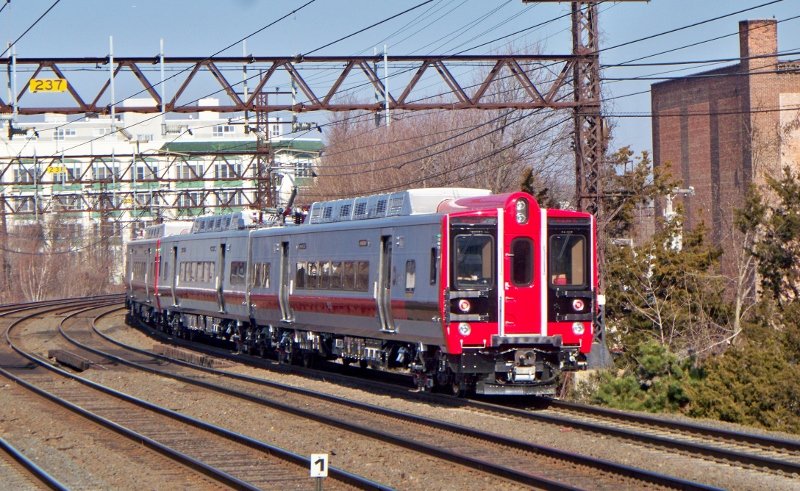
Metro-North-Triebwagen Baureihe M8 in Port Chester

Der Regionalverkehr wird von der Metro-North Railroad getragen. Alle Züge nach New York City fahren durch den Park Avenue Tunnel zum Grand Central Terminal. Die Fahrzeuge müssen sowohl für den Betrieb mit 700 V aus der dritten Schiene, wie auch für den Oberleitungsbetrieb ausgerüstet sein. Der Systemwechsel erfolgt westlich von Pelham während der Fahrt. Züge, die nördlich von Stamford beginnen, fahren ab Stamford als Expresszug bis Grand Central durch.
Es kommen Triebwagen der Baureihe M8 zum Einsatz. Die seit 2010 von Kawasaki gebauten Fahrzeuge lösten bis zum Juli 2015 alle älteren Fahrzeuge der Baureihen M2, M4 und M6 ab. Für den Betrieb stehen 380 Doppeltriebwagen und 25 Einzeltriebwagen zur Verfügung. Alle von Metro-North auf der New Haven Line eingesetzten Triebwagen haben gerade Nummern in der Baureihenbezeichnung, im Gegensatz zu den Baureihen mit ungeraden Nummern, die wegen des fehlenden Stromabnehmers für den Oberleitungsbetrieb nicht auf der New Haven Line verkehren können. Alle auf der New Haven Line eingesetzten Fahrzeuge des Regionalverkehrs tragen eine rote Lackierung, die an das Farbschema der New Haven Railroad erinnert.
Eine Besonderheit für den Regionalverkehr in Amerika waren die bis 2014 in einigen Zügen eingesetzten Barwagen, die mit dem Rückzug der M2-Zügen verschwanden. Es ist jedoch geplant, sie im Rahmen einer Nachbestellung von M8-Zügen wieder einzuführen.

### Fernverkehr

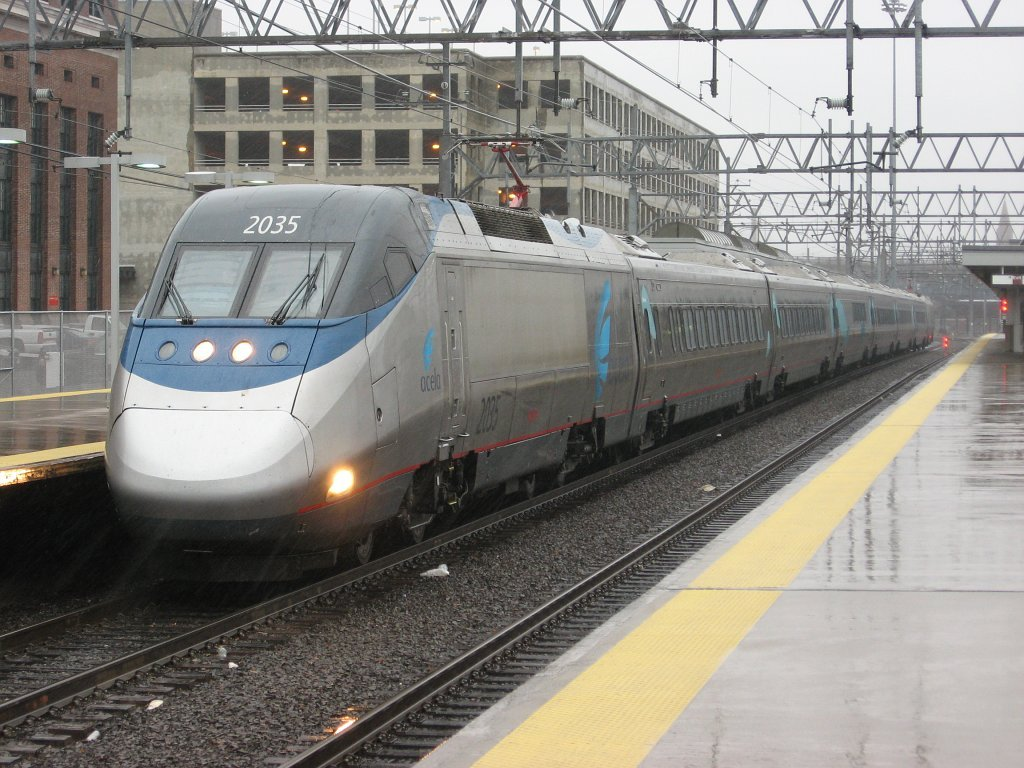
Acela Express in New Haven – Union Station

Den Fernverkehr betreibt Amtrak. Die Züge verkehren von der Penn Station in Manhattan zuerst nach Osten durch die Tunnel unter dem East River und entlang des Sunnyside Yard, erreichen dann die New York Connecting Railroad. Diese führt nach Norden über die Hell Gate Bridge und mündet bei New Rochelle in die New Haven Line. Die Strecke ist durchgehend mit Oberleitung ausgerüstet, sodass die Fahrzeuge keine Schleifschuhe für die dritte Schiene haben müssen.

Unter der Woche verkehren stündlich Acela-Express-Züge mit Halt in Stamford und New Haven. Sie benötigen für die ganze Strecke eine Stunde und 40 Minuten. Die unwesentlich langsameren, aber erheblich kostengünstigeren Northeast Regional halten zusätzlich auch in New Rochelle und Bridgeport. Sie bestehen meist aus Amfleet-Wagen, die von ACS-64-Lokomotiven gezogen werden. Die früher für diesen Dienst eingesetzten Lokomotiven der Baureihen AEM-7 und HHP-8 sind aus dem Betrieb ausgeschieden.